# Eurota
L'Eurota (in greco Ευρώτας?) è un fiume del Peloponneso, nel sud della Grecia.

Il fiume ha origine dai monti del Taigeto e scorre per 82 km.

Noto nell'antichità per gli acquitrini paludosi sparsi lungo il suo corso, in cui abbondavano canneti, attraversa la città di Sparta e ha la sua foce nel golfo di Laconia.

Fu utilizzato storicamente come mezzo di trasporto dagli antichi Spartani in alternativa al porto di Gytheio. 
Eurota / Ευρώτας è anche il nome dato dai Tarantini spartani al fiume Galeso come riferito dallo storico Polibio proprio in onore al fiume che scorreva sotto la città madre Sparta. Taras infatti (odierna Taranto) è da sempre stata ritenuta figlia di Sparta.
Fu causa di inondazioni nel 1999 e nel novembre del 2005.